# Eumecurus bourouensis
Eumecurus bourouensis är en insektsart som först beskrevs av Rauno E. Linnavuori 1965.  Eumecurus bourouensis ingår i släktet Eumecurus och familjen kilstritar.
Artens utbredningsområde är Grekland. Inga underarter finns listade i Catalogue of Life.